# Nehemias
Nehemias  er hovedpersonen i Nehemias' Bog i Det Gamle Testamente, hvori beskrives Nehemias arbejde med at genopbygge Jerusalem
Nehemias levede i en periode, hvor Juda var en provins i Persien. Han var kongelig mundskænk for Artaxerxes I, og var tilsyneladende på god fod med kongen, idet han fik lov til at drage tilbage til sit land, Juda, hvor templet i Jerusalem netop var genopført af Ezra. Templet var blevet ødelagt da Jerusalem blev plyndret 70 år før.